# Julio Alles
Julio Antolín Alles (* 9. Oktober 1900 in Buenos Aires; † nach 1924) war ein argentinischer Ruderer.

## Biografie
Julio Alles gehörte bei den Olympischen Sommerspielen 1924 in Paris zur argentinischen Bootsbesatzung in der Achter-Regatta. Der argentinische Achter schied als Zweiter im Hoffnungslauf vorzeitig aus.